# Parc naturel Grădiștea Muncelului-Cioclovina
Le Parc naturel Grădiște Muncelului-Cioclovina (en roumain Parcul Natural Grădiștea Muncelului - Cioclovina) est une aire protégée (parc naturel de la catégorie V IUCN) située en Roumanie, dans les Alpes de Transylvanie.

## Localisation
Le parc naturel est situe dans les monts Șureanu (Carpates méridionales), dans la partie de centre-sud de comté de Hunedoara, sur le territoire administratif des communes Baru, Boșorod, Bănița, Orțișoara de Sus et Pui.

## Description
Le Parc naturel Grădiştea Muncelului-Cioclovina avec une superficie de 38 184 ha a été déclaré aire protégée par la Loi numéro 5 du 6 mars 2000 (publié dans Monitorul Oficial numéro 152 du 12 avril 2000) et représente une région montagneuse (qui comprend des montagnes, moraines, cirques, canyons, vallées, cascade, forêts et pâturages) avec une grande variété de la flore et la faune spécifiques aux Carpates.